# تیغه‌داران

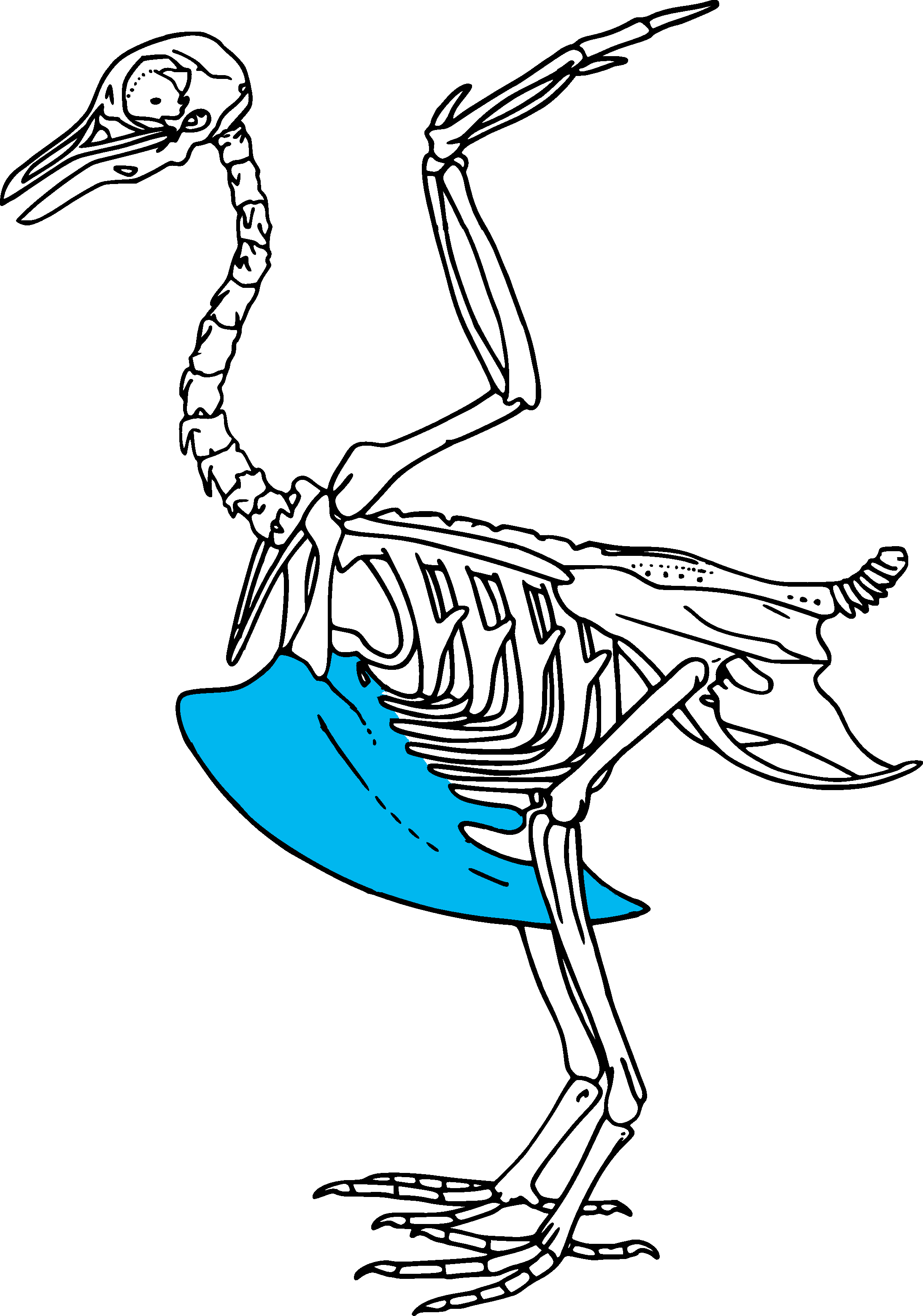
رنگ آبی استخوان تیغه‌ای جناغ (استخوان ناوی) را نشان می‌دهد.

پرندگانی که در جناغ سینه خود تیغه‌ای استخوانی دارند و به این خاطر می‌توانند پرواز کنند تیغه‌داران (Carinatae) نامیده می‌شوند. این استخوان که استخوان ناوی هم نامیده می‌شود به عنوان تکیه‌گاهی برای بال‌ها عمل می‌کند و پرندگانی که فاقد این استخوان هستند در دسته بی‌تیغه‌ها قرار می‌گیرند و از پرندگان بی‌پرواز به شمار می‌آیند.
در دسته‌بندی‌های فیلوژنتیک، واپسین نیای مشترک نومرغان Neornithes و ماهی‌مرغان Ichthyornis و تمامی اسلاف آن‌ها از تیغه‌داران به شمار می‌آیند. با این تعریف، تمامی پرندگان امروزی، زنده یا منقرض، و چند گونه از پرندگان دوران میانه‌زیستی در گروه تیغه‌داران جای می‌گیرند.
|  | ماهی‌مرغ |
|  | |
|  | \| \| Guildavis tener \| \| \| \| \| \| Apatornis celer \| \| \| \| \| \| Iaceornis marshi \| \| \| \| \| \| نومرغان \| \| \| \| |
|  | |
|  | Guildavis tener |
|  | |
|  | Apatornis celer |
|  | |
|  | Iaceornis marshi |
|  | |
|  | نومرغان |
|  | |

|  | Guildavis tener  |
|  |                  |
|  | Apatornis celer  |
|  |                  |
|  | Iaceornis marshi |
|  |                  |
|  | نومرغان          |
|  |                  |